# Phyllanthus rubiginosus
Phyllanthus rubiginosus, "svartkronad kapuschongskriktrast", är en fågelart i familjen fnittertrastar inom ordningen tättingar.

## Utbredning och systematik
Fågeln förekommer från Elfenbenskusten till sydvästra Kamerun. Den betraktas oftast som underart till kapuschongskriktrast (Phyllanthus atripennis), men urskiljs sedan 2016 som egen art av Birdlife International och IUCN.

## Status
Den kategoriseras av IUCN som nära hotad.